# Sven Klang
Sven Klang (Gävle, 22 settembre 1894 – Stoccolma, 26 febbraio 1958) è stato un calciatore svedese, di ruolo portiere.

## Carriera

### Nazionale
Prese parte con la sua Nazionale ai Giochi olimpici del 1920.